# Cavolinia occidentalis
Cavolinia occidentalis är en snäckart. Cavolinia occidentalis ingår i släktet Cavolinia och familjen Cavoliniidae. Inga underarter finns listade i Catalogue of Life.